# Stéphane Daoudi
Stéphane Daoudi (ur. 11 września 1971 roku w Levallois-Perret) – francuski kierowca wyścigowy.

## Kariera
Daoudi rozpoczął karierę w międzynarodowych wyścigach samochodowych w 1992 roku od startów we Francuskiej Formule Renault, gdzie jednak nie zdobywał punktów. Dwa lata później w tej samej serii był już wicemistrzem. W późniejszych latach Francuz pojawiał się także w stawce Europejskiego Pucharu Formuły Renault, Francuskiej Formuły 3, French GT Championship, Global GT Championship, 24-godzinnego wyścigu Le Mans, FIA GT Championship, American Le Mans Series, Le Mans Endurance Series, RC Cup, Le Mans Series, FIA GT3 European Championship, Peugeot RC Cup, British GT Championship, V de V Challenge Endurance Proto, V de V Challenge Endurance Moderne oraz V de V Michelin Endurance Series.